# Svoloči
Svoloči (Сволочи) è un film del 2006 diretto da Aleksandr Atanesjan.

## Trama
Il film è ambientato nel 1943. Il film racconta del colonnello Vishnevetsky, che deve preparare un gruppo di sabotaggio di giovani kamikaze per bloccare le formazioni tedesche.